# Kloster Marienweerd
Das Prämonstratenserkloster Marienweerd wurde 1129 gegründet und ging im 16. Jahrhundert im Zuge der Reformation unter. Es lag in der heutigen Gemeinde West Betuwe.

## Geschichte
Gründer war Abt Walter von der Prämonstratenserabtei St. Martin in Laon. Den notwendigen Grundbesitz stifteten die Grafen von Cuyk. Das Tochterkloster Marienwaard unterhielt auch in der Folgezeit enge Beziehungen zum Mutterkloster. Geweiht war es der Beata Maria Virgo zu. Der offizielle Name war Beata Maria in Insula. 
Das Kloster war anfangs ein Doppelkloster für Frauen und Männer. Im Jahr 1214 wurden die Frauen nach Zennewijnen verlegt. Von Marienweerd aus wurden weitere Klöster gegründet. Tochterklöster waren Berne und Wedinghausen bei Arnsberg. Zumindest zum Tochterkloster Wedinghausen bestanden bis in die Zeit der Reformation enge Beziehungen. Der Abt von Marienweerd hatte etwa das Recht der Wahl eines Klostervorstehers in Wedinghausen vorzusitzen. Zum Kloster gehörten mehrere Propsteien in Zennewijnen, Kessel und Koningsveld. Auch die Prämonstratenserinnenkonvente in Utrecht und Nijmegen waren möglicherweise Marienweerd unterstellt. Auch ein Priorat in Haarlem gehörte zu Marienweerd. Hinzu kamen eine Reihe von Kirchen und Pfarrrechte.
Im Laufe der Jahrhunderte wurde das Kloster mehrfach zerstört und später stets wieder aufgebaut. Im Jahr 1456 gehörten dem Kloster 29 Konventualen an. Von diesen besetzten 12 Pfarrstellen außerhalb von Marienweerd.
Karl von Egmond Herzog von Geldern griff 1519 tief in die innere Verfassung des Klosters ein, als er bestimmte, dass die Äbte mit herzoglicher Zustimmung zu wählen seien. Im Jahr 1567 kam es zur Plünderung durch Anhänger des Calvinismus.
Die Konventualen lebten daher ab 1573 meist in Utrecht und später in Kuilenburg als Gäste eines dortigen Konvents. Eine kurze Rückkehr zumindest des Abtes folgte 1575 aber bereits 1576 die Verwüstung von Marienweerd. Der Abtkoadjutor von Winssen trat zum Protestantismus über. Ihm gelang 1580 einen Teil des Klosterbesitzes an sich zu bringen. In der Folgezeit wurden die Klostergebäude völlig zerstört. Im Jahr 1734 wurde das Gelände von den Grafen von Bijlandt erworben, die dort ein Schloss erbauten.